# Baschkiren

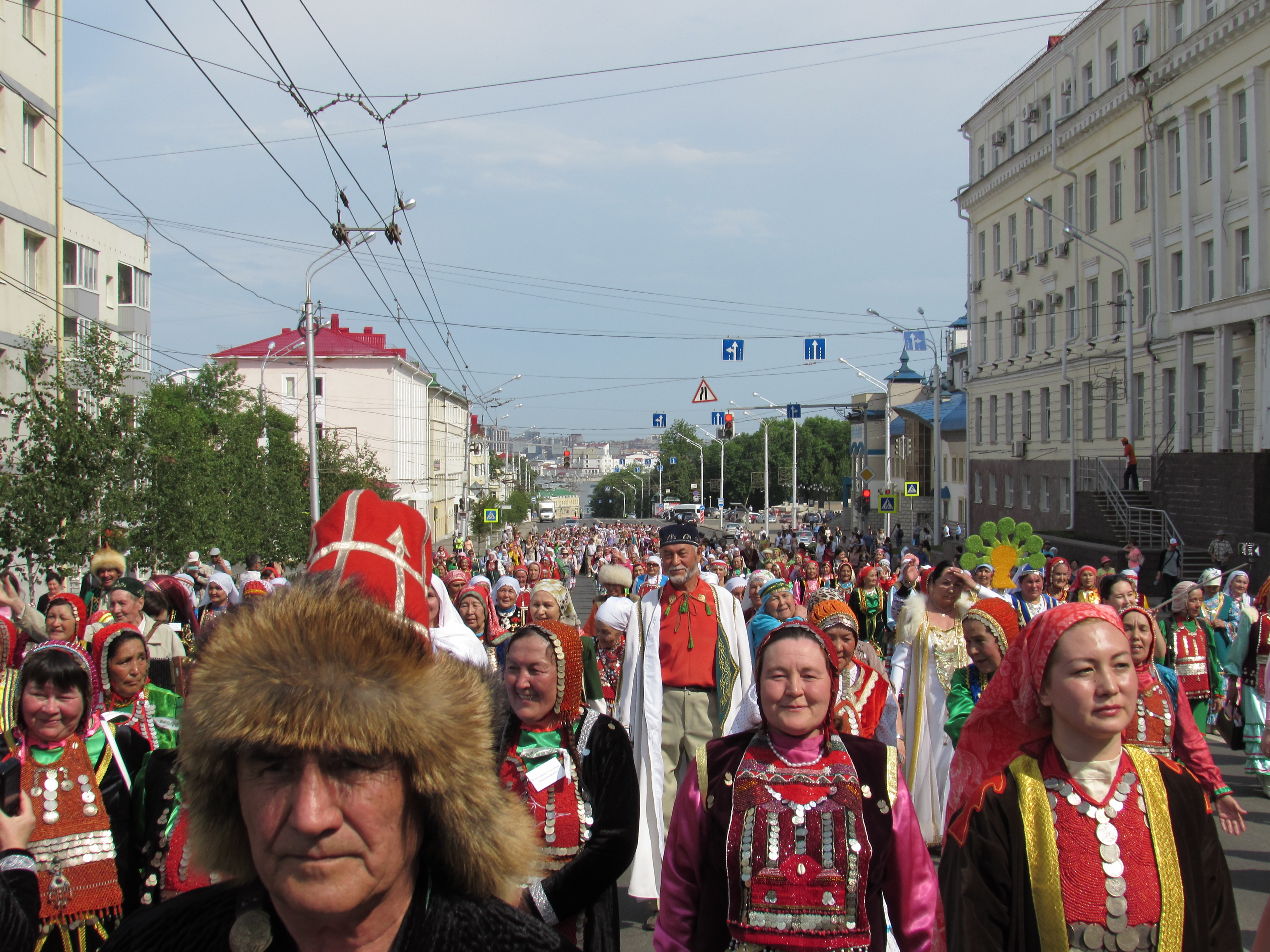
Baschkiren in traditioneller Tracht, Ufa, 2016

Die Baschkiren (baschkirisch Башҡорт/Baschqort, Plural: Башҡорттар/Baschqorttar) sind eine turksprachige Ethnie im Südteil des russischen Uralgebirges und seinem westlichen, südlichen und östlichen Vorland. Sie sind die Titularnation der Autonomen Republik Baschkortostan.
Die Baschkiren sind sprachlich eng mit den Wolga-Ural-Tataren verwandt und wurden gemeinsam mit diesen im 16. Jahrhundert von Russland unterworfen. Seit ihrer Eroberung durch Iwan IV. bilden sie im heutigen Russland das zweitgrößte muslimische Volk.
Zusammen mit den benachbarten Tataren waren die Baschkiren für ihre Bienenzucht bekannt. Ferner züchten sie auch gelockte Ponys, die Baschkire genannt werden. Sie nutzen sie als Reit- und Zugtiere, zur Fleischproduktion, eine Modeepoche lang zur Produktion von Fohlenfellen sowie zur Milchgewinnung.
Die Baschkiren werden in historischen Quellen vom 9. bis 19. Jahrhundert als Stammesverband aus wahrscheinlich wechselnden Teilstämmen und Clans rund um den südlichen Ural beschrieben, die, vorwiegend sesshaft, in der südlichen Steppe auch als Nomaden lebten. Obwohl dieser Stammesverband seit dem Mittelalter hierarchische Klassenunterschiede ausgebildet hatte und der Hochadel bereits viele politische Fragen exklusiv, aber in Beratung untereinander entschied, gründeten die Baschkiren im Gegensatz zu den benachbarten Tataren kein zentralisiertes Staatswesen unter einem Herrscher. Vielmehr unterstanden sie schon vor der russischen Herrschaft teilweise tatarischen Khanaten, wie der Goldenen Horde, später im Norden und Osten z. T. den Schaibaniden des Khanats Sibir, im Süden der Nogaier-Horde, im Westen dem Khanat Kasan.
Gemeinsam mit Tataren und Kasachen erklärten sie im Dezember 1917 ihre Autonomie und nahmen gemeinschaftlich mit diesen Kontakt zu den Orenburger-Kosaken auf. Im Gegensatz zu den anderen turksprachigen Bevölkerungsgruppen der Region werden die Baschkiren, wie auch die benachbarten Tschuwaschen, nicht den Wolga-Ural-Tataren zugerechnet.

## Bevölkerungszahl und Siedlungsgebiet

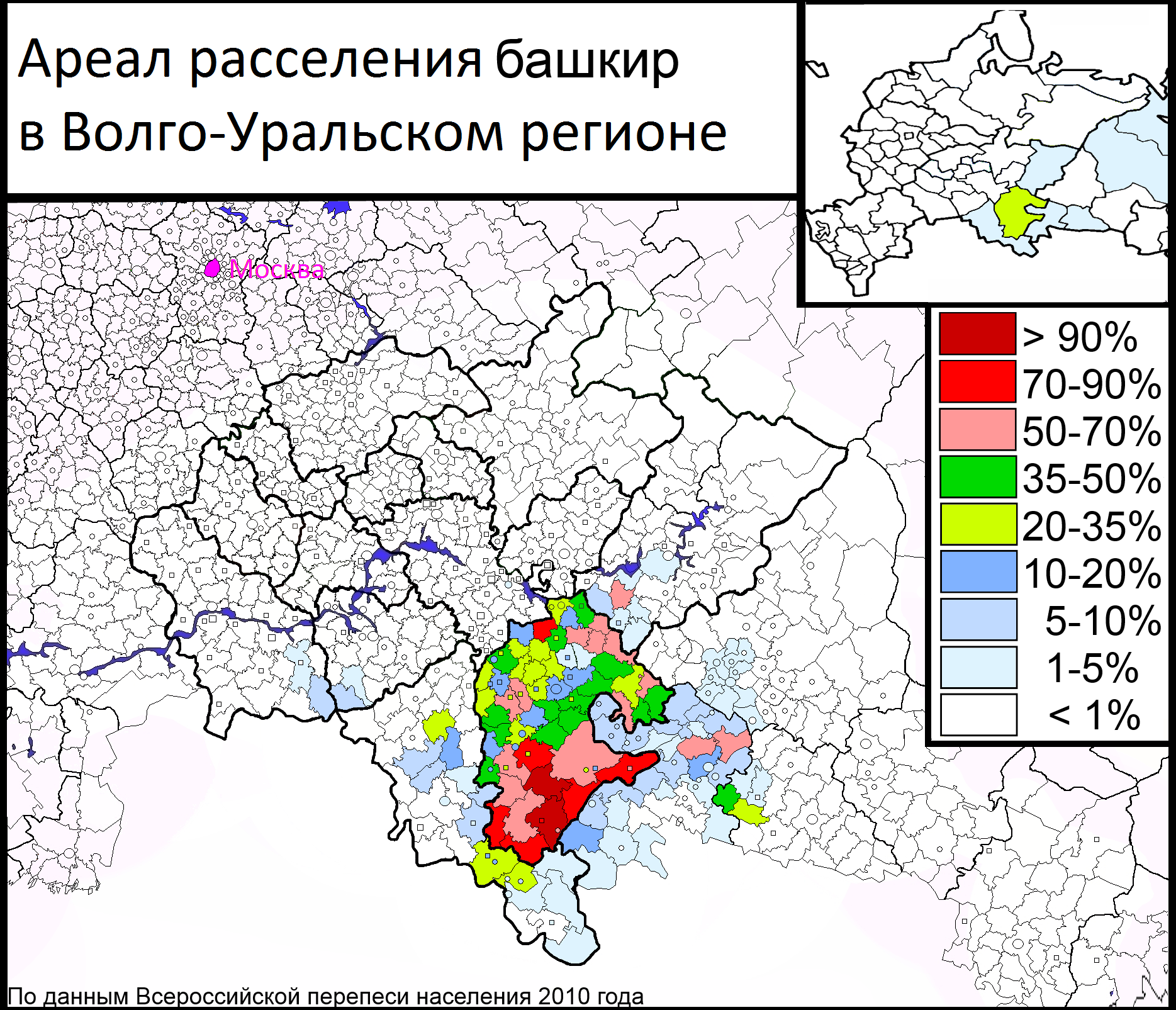
Regionen großer baschkirischer Bevölkerungsanteile in der russischen Republik Baschkortostan und benachbarten Gebieten der Föderationskreise Wolga und Ural

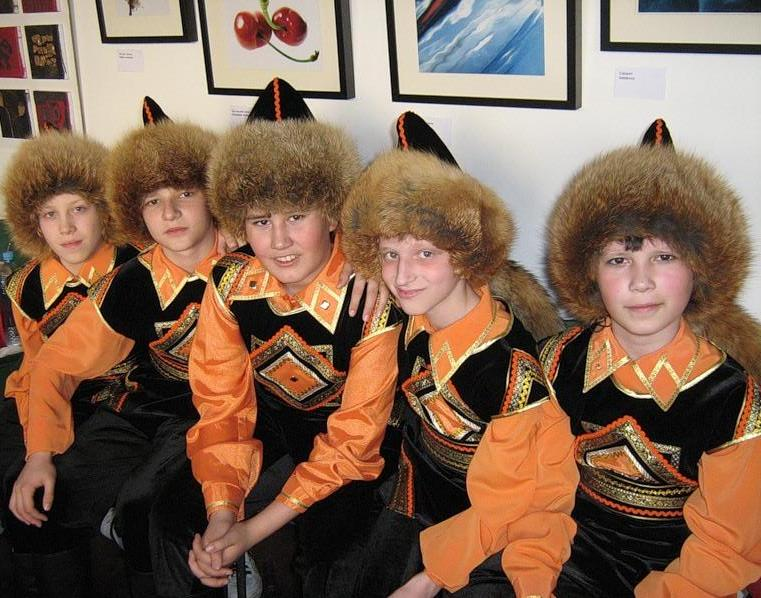
Junge Baschkiren in idealisierter Nationaltracht mit Mützen aus Rotfuchsfell.

Insgesamt gibt es weltweit ca. 1,8 Millionen Baschkiren.
Davon leben 1.584.554 in Russland (Volkszählung 2010), wo sie die zweitgrößte ethnische Minderheit bilden, nach den Tataren (mit großem Abstand) und noch vor den Tschuwaschen und Tschetschenen.
Etwa 68 Prozent der Baschkiren (1.172.287 in der Volkszählung 2010) lebt heute als zweitgrößte Bevölkerungsgruppe in der russischen autonomen Republik Baschkortostan, der Rest in den angrenzenden Oblasten Tscheljabinsk, Orenburg und Perm und in Tatarstan, in der Oblast Kurgan und kleinere Gruppen in den Oblasten Samara, Saratow, Swerdlowsk und im Autonomen Kreis der Chanten und Mansen (auch „Jugra“ genannt).
Die Zahl der Baschkiren ist wie die der meisten anderen Ethnien in Russland abnehmend. Bei der vorangegangenen allrussischen Volkszählung im Jahr 2002 wurden noch 1.673.389 Baschkiren gezählt.
In den übrigen postsowjetischen Staaten leben nur relativ kleine, meistens zugezogene Gruppen:
- 00041.000 in Usbekistan,
- 00024.000 in Kasachstan (1999),[5]
- 00005.000 in Tadschikistan,
- 00004.300 in der Ukraine (2001),[6]
- 00003.300 in Kirgisistan,
- 00002.600 in Turkmenistan,
- 00001.300 in Belarus,
- 000000700 in Lettland und
- 000000400 in Litauen.

## Sprache und Dialekte

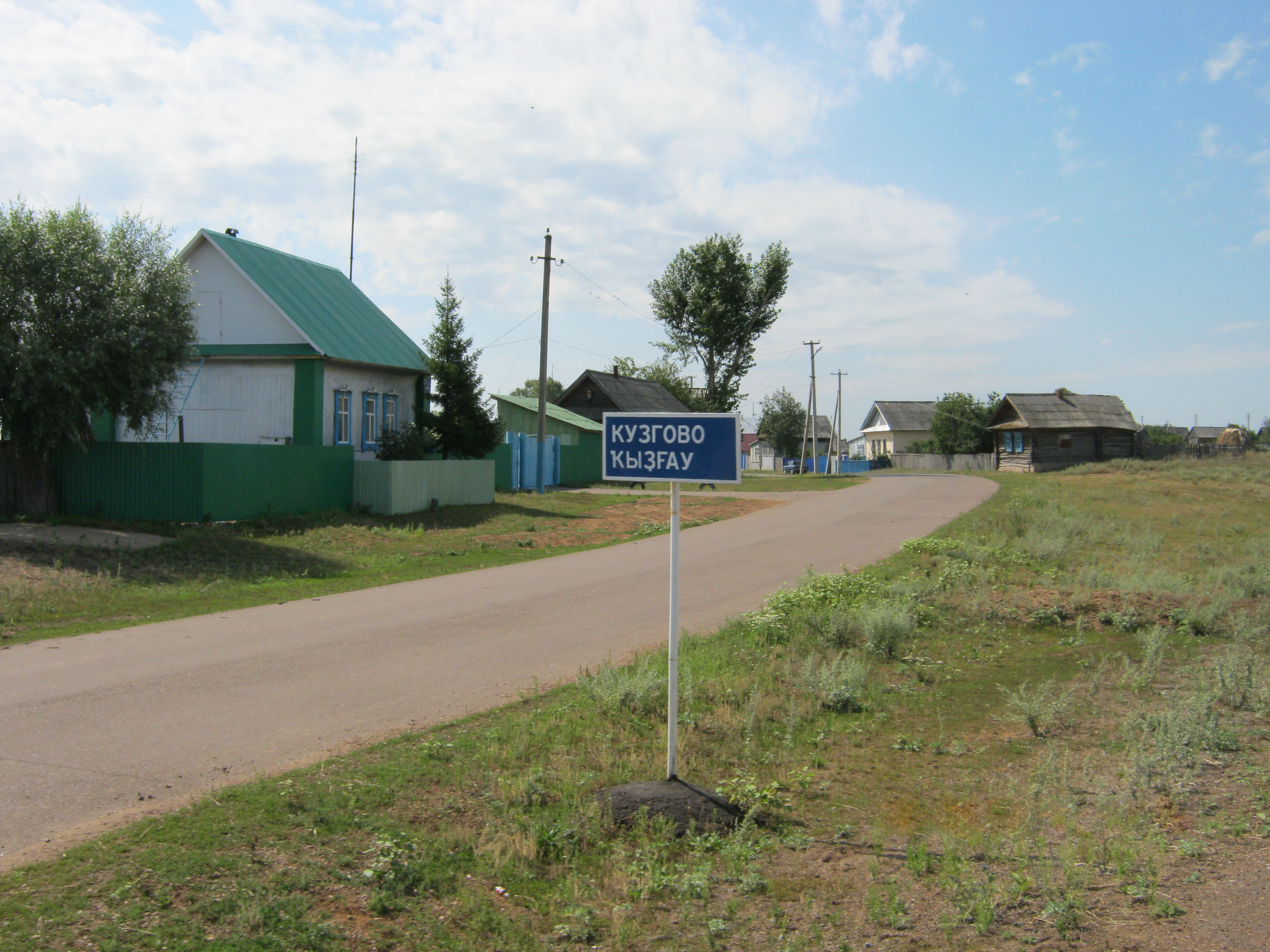
Bilinguales Dorfeingangsschild im Nordwesten Baschkortostans: oben russisch „Kusgowo“, unten baschkirisch: „Qydhğau“

Baschkirisch gehört zu den Turksprachen und steht innerhalb dieser Sprachfamilie dem benachbarten und zum Teil in derselben Region gesprochenen Tatarischen am nächsten, mit dem zusammen es die Ural-Wolga- oder nördliche Gruppe des nordwestlichen oder kiptschakischen Zweiges der Turksprachen bildet. Baschkirisch hat phonetische und lexikographische Besonderheiten, die häufige Verwendung der Konsonanten th (θ, kyrillisch-baschkirische Schreibung: ҫ) und der stimmhaften Variante dh (ð, kyrillisch-baschkirisch: ҙ), die in Turksprachen (außer im Turkmenischen) sonst nicht vorkommen, aber auch des „harten“ q (q, kyrillisch-baschkirisch: ҡ), das nur in einigen weiteren mittelasiatischen Turksprachen vorkommt. Daneben hat Baschkirisch ein Substrat, eine Schicht von Lehnwörtern, aus benachbarten finno-ugrischen und aus altiranischen Sprachen.
Das baschkirische Vokalsystem ist dem Tatarischen sehr ähnlich. Es besteht aus vollständig artikulierten und reduzierten Vokalen und weist die gleichen systematischen Vokalverschiebungen auf. Das Konsonantensystem hingegen unterscheidet sich vom Tatarischen und ähnelt mehr der kasachischen Sprache. So hat sich /č/ zu /s/ entwickelt. Das Wort- und Suffix-Anfang /s/ hat sich zu /h/ entwickelt. In anderen Fällen hat sich das /s/ zu /θ/ entwickelt. Das entsprechende stimmhafte Zischlaut /z/ hat sich zu /ð/ entwickelt. Baschkirisch weist in Fällen, in denen das Tatarische über ein /ǰ/ verfügt, ein /y/ im Wortanfang auf. Dieses Phänomen betrifft auch ältere Lehnwörter aus anderen Sprachfamilien. Das System der baschkirischen Vokalharmonie ähnelt dem Turkmenischen, Kirgisischen und einigen anderen Sprachen, indem Vokale mit niedrigem Suffix nach einem gerundeten Vokal in der vorhergehenden Silbe ebenfalls gerundet werden. Die Regeln für Konsonantenassimilierungen sind komplizierter als im Tatarischen. Suffix-Anfangskonsonanten können bis zu vier Varianten haben (Plural qala-lar 'Städte', at-tar 'Pferde', kül-der 'Seen' und taw-ðar 'Berge').
Das gesprochene Baschkirisch unterscheidet sich in drei Hauptdialekte mit 16 Unterdialekten oder Mundarten:
1. den Östlichen Dialekt oder Kuvsakan-Dialekt mit sechs Mundarten – im Bergland des südlichen Ural, östliche Regionen von Baschkortostan, hier v. a. südlich der Einbuchtung in die Ostgrenze (minimal auch nördlich) und in den östlicheren Regionen Tscheljabinsk und Kurgan,
2. den Südlichen Dialekt oder Yurmati-Dialekt mit fünf Mundarten – an den Ausläufern des Ural zur Steppe hin im südlichen, südöstlichen und südwestlichen Teilen Baschkortostans, in den Steppengebieten der Regionen Orenburg, Samara und Saratow, aber auch in einigen zentralen Regionen Baschkortostans,
3. den (Nord-)Westlichen Dialekt oder Burschan-Dialekt (die Alternativnamen leiten sich von prominenten Stammesgruppen ab) mit fünf Mundarten – in westlichen, nordwestlichen und mittelwestlichen Teilen Baschkortostans, am Nordrand, aber auch in Tatarstan und der Region Perm.

Unter den über 1,2 Millionen Baschkirisch-Muttersprachlern (Stand 2002, nicht alle Baschkiren geben heute ihre erste Muttersprache als Baschkirisch an) ist der südliche Dialekt mit ca. 600.000 Sprechern am weitesten verbreitet, der östliche Dialekt hat mit ca. 219.000 Sprechern die geringste Verbreitung. Trotzdem wurde vorwiegend der östliche Dialekt mit einigen Einflüssen des südlichen zur Grundlage der schriftlichen Standardsprache des Baschkirischen, weil hier die phonetischen und lexikographischen Eigenheiten des Baschkirischen am deutlichsten ausgeprägt sind und er sich damit auch am stärksten von benachbarten Turksprachen unterscheidet. Der westliche Dialekt zeigt sehr weitgehende Annäherungen an das benachbarte Tatarische, der südliche Dialekt hat einige Gemeinsamkeiten mit dem Kasachischen.
Baschkirisch wurde erst in frühsowjetischer Zeit der 1920er Jahre als gesonderte Schriftsprache etabliert. Nach der Islamisierung vom 15. bis 19. Jahrhundert war die im mittelasiatischen Tschagatai-Khanat entwickelte Tschagataische Sprache etablierte Schriftsprache in arabischer Schrift, wie für die meisten muslimischen, turksprachigen Ethnien Mittelasiens, der eurasischen Steppen und der Wolga-Ural-Region. Mit der in der zweiten Hälfte des 19. Jahrhunderts besonders unter Krimtataren, Wolga-Ural-Tataren und Aserbaidschanern populären sprachlich-schulisch-kulturellen Erneuerungsbewegung des Dschadidismus, der politisch in einen panturkistischen Nationalismus mündete, wurde auch für Baschkiren eine moderne Variante des nahe verwandten Tatarischen, ebenfalls in arabischer Schrift, etabliert.

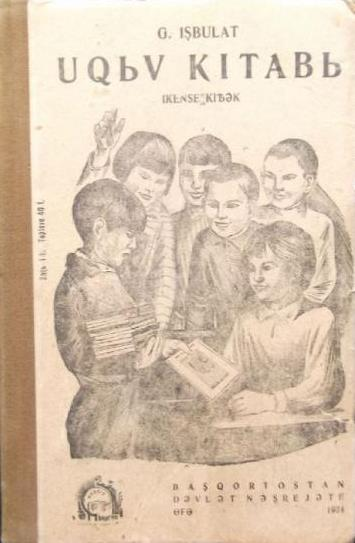
Baschkirische Grundschulfibel von 1934 in lateinischer Schrift. Das übernommene kyrillische Hilfszeichen ь hat im Jaꞑalif den Lautwert eines kurzen y, türkische Schreibung: ı.

Kurz nach dem russischen Bürgerkrieg, in dem die Rote Armee auch die panturkistische kasachisch-baschkirisch-tatarische Autonomiebewegung Alasch Orda besiegte, wurde 1923 von sowjetischen Turkologen im Rahmen der Korenisazija-Politik die baschkirische Schriftsprache noch in arabischer Schrift entwickelt. 1927–30 wurde sie mit der Latinisierung in der Sowjetunion auf das lateinische Alphabet Jaꞑalif (=„neues Alphabet“, mit einigen Zusatzzeichen aus der kyrillischen Schrift und aus dem IPA) umgestellt. Ende 1938 folgte dann die Abschaffung des lateinischen Alphabetes und Ersetzung durch ein kyrillisches Alphabet, das bis heute verwendet wird. Die Ausarbeitung einer vom Tatarischen gesonderten baschkirischen Schriftsprache auf Grundlage des Dialektes, der sich von den Nachbarsprachen am deutlichsten unterschied, wurde anfangs von pantürkisch ausgerichteten Bolschewiki um Mirsaid Sultan-Galijew kritisiert, deren Ziele einer gemeinsamen Baschkirisch-Tatarischen ASSR und später einer „Turanischen SSR“ aber schon früh als „Sultangalijewismus“ bekämpft wurden. Die Anerkennung der Baschkiren als gesonderte Nationalität mit eigener Schriftsprache ließ sich mit der historischen Entwicklung des baschkirischen Stammesverbandes und mit sprachlichen Besonderheiten begründen, ethnographisch wurden sie schon vor dem Ersten Weltkrieg als gesonderte Gruppe in Volkszählungen aufgeführt. Allerdings bestritt die sowjetische Nationalpolitik auch nie, panturkistischen Zielen entgegenzuwirken.

## Religion

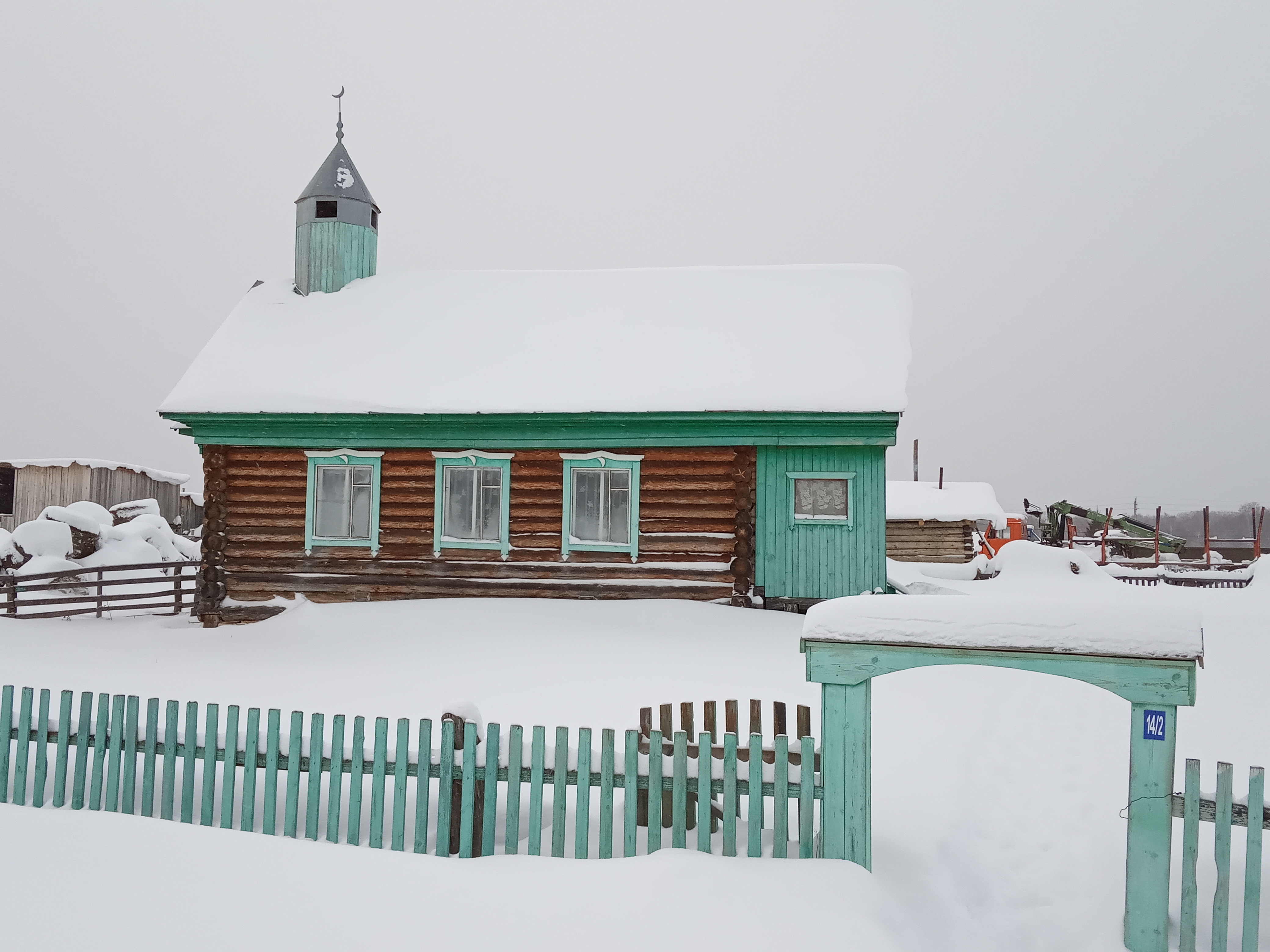
Alte baschkirische Dorfmoschee im regional traditionellen Stil in Islambajewo im Südural-Gebirge

Die meisten Baschkiren bekennen sich zum sunnitischen Islam, dem vor der Zeit der Sowjetunion alle Baschkiren angehörten. Der tatsächliche Anteil der sich mit islamischer Tradition identifizierenden oder gläubigen Baschkiren ist heute schwer zu bestimmen. Er war als Folge der atheistischen Politik sowjetischer Zeit rückläufig. Eine Umfrage unter der baschkirischen Stadtbevölkerung ergab, dass sich nur 48 % im Jahr 1991 als Muslime identifizierten. Der Anteil auf dem Land war größer und stieg allgemein in nachsowjetischer Zeit wieder an. Die baschkirisch-muslimischen Gemeinden sind – allerdings nur teilweise – im Dachverband Zentrale Geistliche Verwaltung der Muslime Russlands mit Sitz in Ufa organisiert.
Zum sunnitischen Islam konvertierten die meisten Baschkiren erst im 14.–15. Jahrhundert unter der tatarisch-mongolischen Herrschaft der Goldenen Horde. Noch der muslimische Gesandte Ibn Fadlān, der 921/22 auch die Baschkiren besuchte, beschreibt sie allgemein als paganer Religion, erwähnt aber auch einen einzelnen Baschkiren, der sich unter dem Einfluss der teilweise muslimischen benachbarten Wolgabulgaren zum Islam bekannte. Der muslimische Reisende Abu Hamid al-Gharnati beschrieb im 12. Jahrhundert im Königreich Ungarn und in Kiew die Anwesenheit muslimischer, turksprachiger „Baschkiren“, darunter einige seiner Religionsschüler, aber auch die Bewohner mehrerer muslimischer Dörfer, bei denen es sich um die Anfang des 12. Jahrhunderts eingewanderten Petschenegen handelte, bei der Beschreibung von Kiew verwendet er auch den Namen des petschenegischen Teilstammes der Badschgaren. Dass al-Gharnati die Petschenegen als „Baschkiren“ bezeichnet, ist einigen Historikern ein Argument, dass sie teilweise aus dem Südural kamen, während andere meinen, muslimische petschenegische Nomaden seien nicht nur nach Ungarn und Kiew, sondern auch nach Baschkirien eingewandert.
Nach historischen und archäologischen Erkenntnissen konvertierte die Mehrheit der Baschkiren aber erst ab der Herrschaftszeit von Usbek Khan (reg. 1312–1342), der die Islamisierung der Goldenen Horde vorantrieb, und in den folgenden Jahrzehnten zum Islam.

## Sozialstruktur in vorsowjetischer Zeit

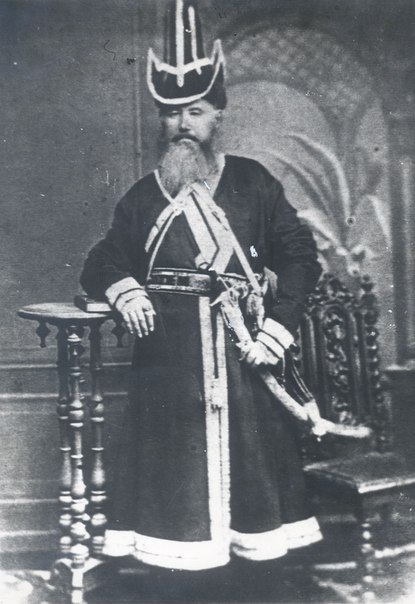
Der in die Rangtabelle des Dienstadels Russlands aufgenommene baschkirische tarchan / biy Fachretdin Ischmuchametowitsch Umetbajew (geb. 1831)

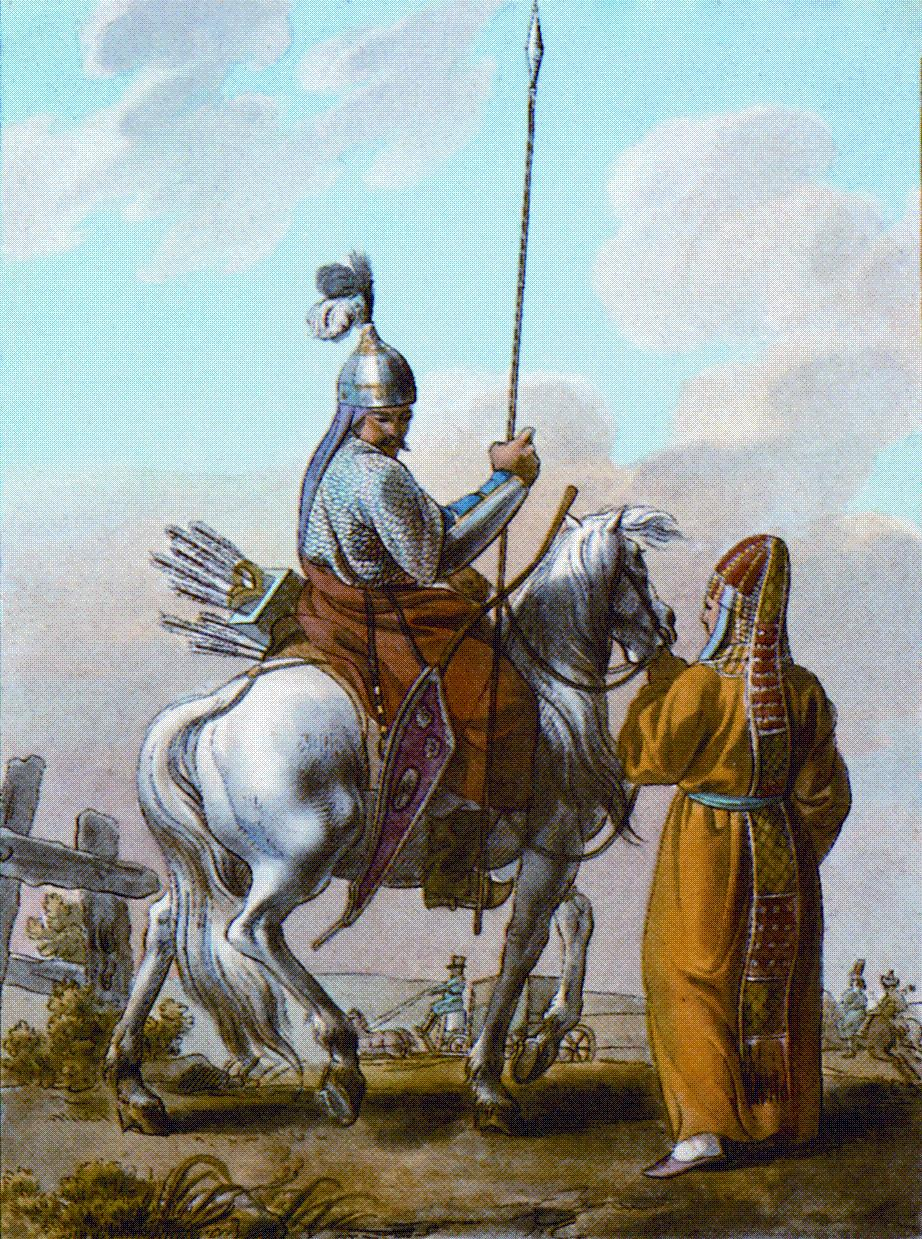
Bei den Baschkiren, wie einigen Gesellschaften Mittelasiens und Kaukasiens, existierte noch bis Anfang 19. Jahrhundert die Waffengattung der Panzerreiter, meistens Angehörige des niederen Adels. Darstellung 1812

Der Stammesverband der Baschkiren hatte seit dem Mittelalter hierarchische Klassenunterschiede ausgebildet. Die Stände der baschkirischen Gesellschaft waren:
1. der Hochadel aus einigen aristokratischen Geschlechtern, meistens tatarisch-mongolischer Herkunft (mirzā),
2. die Stammesführer (biy oder tarchan),
3. ein niederer Adel im militärischen Gefolge (asabe),
4. die freien Bauern (yasaqli),
5. die grundhörigen Bauern (tipter), ethnisch heterogene Gruppe,
6. die landlosen Bauern (bobil – eher Knechten vergleichbar) und
7. die Nomaden-Gruppen (tasnaq).

Der Hochadel entschied bereits viele politische Fragen exklusiv, aber in Beratung untereinander. Trotzdem gründeten die Baschkiren im Gegensatz zu den benachbarten Tataren kein zentralisiertes Staatswesen unter einem Herrscher. Zwar bildete sich im 17./18. Jahrhundert unter Küçük Sultan und seinen Söhnen im Widerstand gegen Russland eine Tendenz zur Zentralisierung, die aber nicht dauerhaft blieb.
Bei dem Stand der Tipter (Teptjaren) handelte es sich um Landlose ethnisch heterogener Herkunft, die sich auf baschkirischen Ländereien niedergelassen hatten, in ihrer Mehrheit Tataren, die aus dem untergegangenen Kasaner Chanat nach Osten zu den Baschkiren flohen. Aber auch Angehörige der benachbarten finno-ugrischen Völker finden sich in dieser Gruppe. Für das Nutzungsrecht ihrer Ländereien zahlten sie einen Grundzins an die baschkirischen Gutsbesitzer. Infolge der Aufstände im 18. Jahrhundert entfiel diese Abgabepflicht und die Teptjaren entwickelten sich zu einem eigenen Militärstand.

## Geschichte

### Ethnogenese der Baschkiren

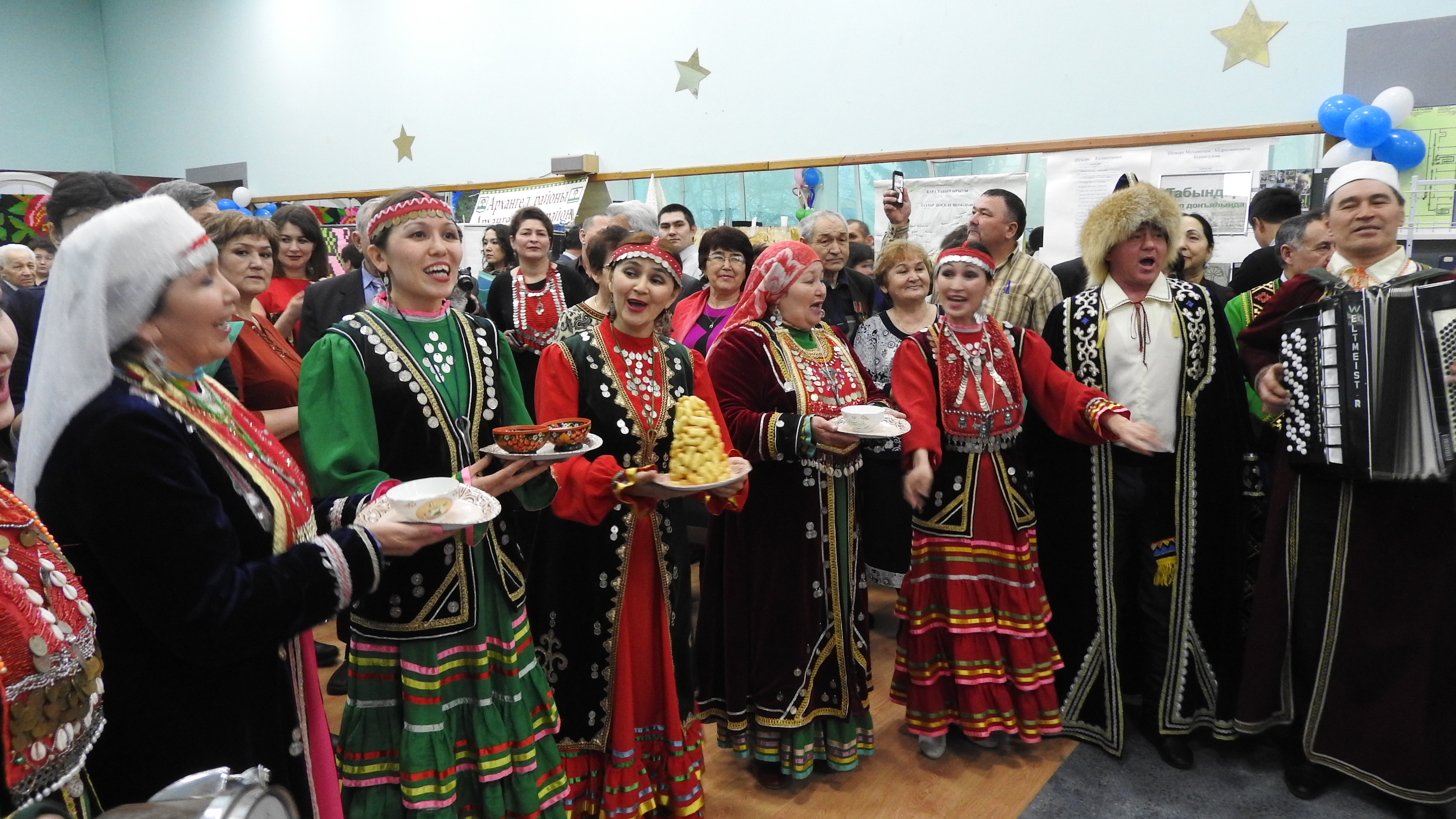
Baschkiren in Russland

Die ethnische Herkunft der heutigen Baschkiren gilt als umstritten. In der Forschung dominieren drei Hypothesen.

#### Finno-ugrische Hypothese
Die finno-ugrische Hypothese war besonders im 18./19. Jahrhundert weithin anerkannt, heute hält sie die Mehrheit der Wissenschaftler für überholt. Nach ihr seien die Baschkiren Nachfahren der Finno-Ugrier, besonders der zum ugrischen Zweig gehörenden Wolga-Magyaren, die unter mongolisch-tatarischer Herrschaft seit dem 13. Jahrhundert eine Variante des Tatarischen angenommen hätten.
Diese Hypothese basiert ursprünglich auf den Quellenangaben der mittelalterlichen (nahe an Baschkirien vorbei) Reisenden Johannes de Plano Carpini und Wilhelm von Rubruk über jenseits der Wolga lebende Ungarn und über Übereinstimmungen der baschkirischen Sprache mit dem Magyarischen/Ungarischen. Weitere Quellenbasis war der Reisebericht einer Gruppe ungarischer Dominikaner-Missionare um Bruder Julianus den Ungarn, die das legendäre Herkunftsgebiet der Magyaren suchten und kurz vor der mongolischen Eroberung (1236) berichteten, das Land Magna Hungaria 1234/35 gefunden zu haben, mit deren Bewohnern („Heiden“) sie sprechen konnten und das sie beschrieben. Neuauswertungen des Berichts im 20. Jahrhundert bewiesen aber am Jahr der Eroberung (die mongolische Unterwerfung der Baschkiren war schon 1220, nicht erst 1236), an der Lokalisierung und am übersetzten Namen der Hauptstadt, dass die Dominikaner um Julianus nicht in Baschkirien, im Süden des ungarischen Ursprungsgebietes waren, sondern im nordwestlicheren Reich der Wolgabulgaren, in dessen Ostteil und östlichem Grenzgebiet damals noch ugrischsprachige „Wolga-Magyaren“ lebten.
Entwickler der finno-ugrischen Hypothese war Philipp Johann von Strahlenberg, spätere Vertreter beispielsweise Wassili Nikititsch Tatischtschew, Károly Újfalvy von Mezőkövesd, Daniil Chwolson und zuletzt Gyula Németh. Von Anhängern dieser Theorie werden die Baschkiren vielfach als türkisierte Nachfahren einstiger finno-ugrischer Stämme betrachtet, die zwischen Wolga, Ural und Kama als Bienenzüchter und Hirten gesiedelt und dann im 10./11. Jahrhundert den sunnitischen Islam angenommen hätten (Ibn Fadlān beschreibt die Baschkiren 922 noch als Heiden). Teilweise findet sich die obsolete These des 19. Jahrhunderts in halbwissenschaftlicher Literatur noch heute. Allerdings gehen viele Hypothese-Modelle bis heute von einer teilweisen, aber nicht mehr von einer dominanten oder alleinigen Beteiligung finno-ugrischer Stämme an der baschkirischen Ethnogenese aus. Neuere Erkenntnisse aus der Haplogruppen-Forschung bestätigen Einflüsse von Bevölkerungsgruppen, die als ugrischsprachig identifiziert werden. Genetisch finden sich viele Übereinstimmungen mit den heutigen westsibirischen Chanten und Mansen.

#### Turkstämmige Hypothese
Der Turk-Hypothese zufolge wanderten zunächst Stämme im 1. Jahrtausend wahrscheinlich aus östlicheren Gebieten in den Südural und vermischten sich mit der dortigen Vorbevölkerung. Durch den westwärts gerichteten Zustrom weiterer mittelalterlicher Gruppen petschenegischer (die in arabischen Quellen erwähnten petschenegischen Teilstämme der Badschnaken, Badschgarden, Badschna und Naukerden könnten in der baschkirische Ethnogenese eine Rolle gespielt haben), kiptschakischer und anderer turksprachiger Nomaden bildete sich bis zum 15.–16. Jahrhundert das baschkirische Volk in seiner heutigen Zusammensetzung aller Stämme, Clans und Teilgruppen. Nach diesem Modell bildeten Turkstämme das zentrale Element bei der Ethnogenese der Baschkiren. Die Mehrheit der Forscher tendiert zu dieser Hypothese.
Diese Hypothese entstand, als seit der zweiten Hälfte des 19. Jahrhunderts immer mehr mittelalterlich-islamische Quellen aus dem 9.–13. Jahrhundert erforscht wurden, die ausnahmslos berichteten, dass die Baschkiren schon damals turksprachig bzw. turkstämmig waren. Unter ihnen waren auch sehr ernst zu nehmende Autoren, wie der Geograph Al-Masʿūdī, der Gesandte Achmet ibn Fadlan, der selbst bei den Baschkiren war, oder der Sprachgelehrte der Turksprachen Mahmud al-Kāschgharī, der auch die baschkirische Sprache dokumentierte, die alle die Baschkiren zu den „Türk“ zählten. Im 19. Jahrhundert sahen sich ein Teil der Baschkiren selbst als Nachfahren nogaischer Nomaden, die am südlichen Ural gesiedelt hatten.
Die türkische Hypothese über die Herkunft der Baschkiren wurde in den Studien von Pjotr Rytschkow, T. Muller, Johann Gottlieb Georgi und Wassili Florinski begründet. In der Folge wurde die Hypothese später von Sergei Rudenko und in der Sowjetunion von Nail Bikbulatow, Nijas Maschitow und Rail Kusejew unter Verwendung anthropologischer, archäologischer, linguistischer und ethnographischer Daten weiterentwickelt.

#### Iranischstämmige Hypothese
Neben der finnisch-ugrischen und alttürkischen These der baschkirischen Ethnogenese existiert seit Mitte des 20. Jahrhunderts auch eine These, die der Ethnogenese der Baschkiren eine zentrale Beteiligung indogermanischer Gruppen zuschreibt. Nach dieser Hypothese hätten iranischsprachige Völkerschaften des Urals und des Kaspischen Meeres die Basis oder einen wichtigen Teil des Stammesverbandes der Baschkiren gebildet, später aber Turksprachen übernommen. Diese Völkerschaften werden heute unter den Namen Saken, Sarmaten und/oder Massageten summiert, die in der Fachliteratur auch unter dem ethnisch-konföderativen Sammelbegriff „Skythen“ bekannt sind.
Nach dieser Hypothese bildeten seit der Eisenzeit iranische Stämme, die ein archäologisch erforschtes Siedlungszentrum im 3. Jh. v. Chr. – 4. Jh. n. Chr. im Südural hatten, das Hauptelement im Prozess der Ethnogenese der Baschkiren. Im Zentrum stehen die sako-sarmatischen und dako-massagetischen Stämme des Südurals und der Kaspischen Region, die in der modernen Geschichtswissenschaft gemeinhin als iranischsprachige Stämme bezeichnet werden. Grundlage für diese Hypothese bildeten Forschungen zur Archäologie, Anthropologie und Mythologie. In jüngerer Zeit kam dazu auch die Beobachtung einer regionalen Häufung alter Hydronyme (Gewässernamen) und Toponyme (Ortsnamen) iranischen Ursprungs im Süd-Ural, beispielsweise das baschkirische Toponym "Avdon", das aus den indoiranischen Wörtern für Wasser ("ab") und Strom ("danu") zusammengesetzt sein soll, das erste ist auch mit der religiösen Figur "Api" des skythischen Pantheons verknüpft. Dazu kommen linguistische Besonderheiten der baschkirischen Sprache gegenüber anderen Turksprachen, die von den Befürwortern der iranischstämmigen Hypothese entgegen der Lehrmeinung der verbreiteteren türkischen Hypothese auf iranischsprachige Einflüsse zu schließen seien. Baschkirisch besitzt ein iranisches Sprachsubstrat (eine Gruppe altiranischer Lehnwörter). Außerdem verfügt die baschkirische Sprache über die Konsonanten th (θ, kyrillisch-baschkirische Schreibung: ҫ) und dh (ð, kyrillisch-baschkirisch: ҙ), die nicht aus dem Alttürkischen kommen und für fast alle anderen Turksprachen untypisch sind, und das „harte“ q (q, kyrillisch-baschkirisch: ҡ), das alttürkisch seltener war, aber in altiranischen Sprachen häufig. Auch die Umwandlung des s am Wortanfang zu h lasse laut Befürwortern der iranischstämmigen Hypothese auf altiranische phonetische Einflüsse schließen. Die hypothetische Lautverschiebung von *s zu h (Debuccalisierung) ist sowohl für indogermanische Sprachen wie Altgriechisch als auch für Turksprachen wie Dolganisch und Baschkirisch charakteristisch, wird in der Linguistik aber nicht als ungewöhnlich in ihrer eigenständigen Entwicklung betrachtet.
Frühe Vertreterin der iranischstämmigen Hypothese war Marija Akimowa (1915–71), später auch Rinat Jussupow, Salawat Chamidullin, Sakirjan Aminjew und Larissa Jamajewa.
Nach DNA-Untersuchungen der Populationsgenetikerin Elsa Chusnutdinowa beschreiben die drei Hypothesen Teilaspekte der baschkirischen Ethnogenese.

## Mythologie und Glaubensvorstellungen

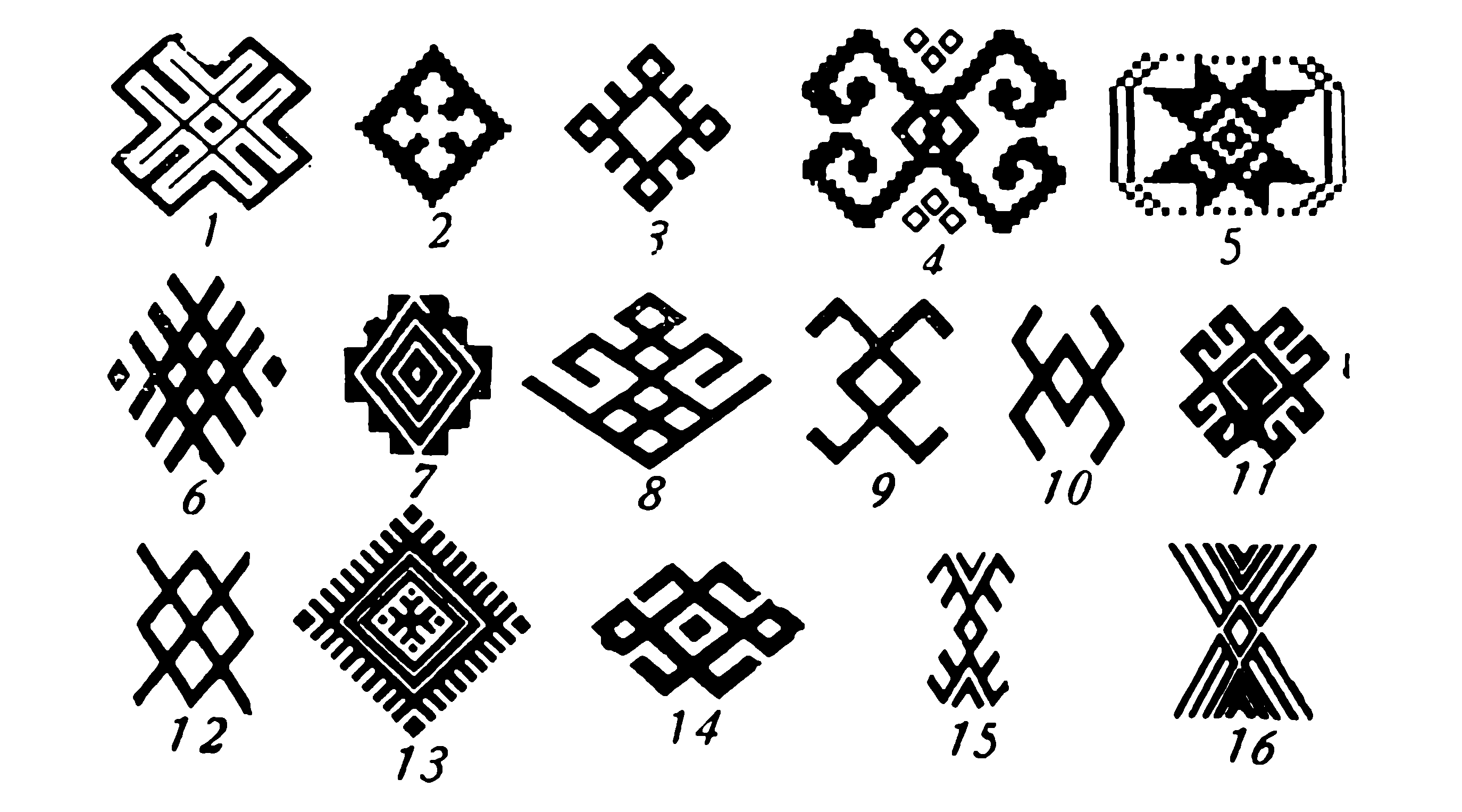
Ornamentik der baschkirischen Stickerei als mythologische Symbolsprache

Gegenstand systematischer Untersuchungen von Ethnographen wurde die baschkirische Mythologie erst seit dem 18. Jahrhundert. Besonders wertvoll sind die Arbeiten des „Vaters der baschkirischen Ethnographie“ S. I. Rudenko.
Die Glaubensvorstellungen des baschkirischen Volkes sind ein kompliziertes System, in dem Geister einen besonderen Rang einnehmen. Diese sind im Bewusstsein der heute lebenden Menschen noch in abgeschwächter Form erhalten. Geflügelte Pferde, Wasser und Wassergeister sind in der baschkirischen Mythologie häufig miteinander verbunden. Die Wassergeister, deren Kleidung und Charakterzüge in schwarzen oder weißen Farben dargestellt wird, werden in Zusammenhang mit der jenseitigen Welt gebracht. Schwarz und Weiß sind Farben, die in bestimmten religiösen Vorstellungen oft als Farben von Wesen der jenseitigen Welt charakterisiert werden. Nach baschkirischem Volksglauben hat jeder Berg seinen Wirtsgeist. Er tritt als grauhaariger Greis oder in Gestalt von Tieren auf und liebt die Ruhe.
Das bekannteste baschkirische Epos (Kubair) Ural Batyr handelt größtenteils von dem gleichnamigen Helden. Das Epos besteht aus 4.576 lyrischen und 19 Prosazeilen. Die Handlung des Epos basiert auf der Beschreibung des Kampfes von Ural Batyr um das Glück der Menschen und der Suche nach der Quelle des ewigen Lebens. Die Figuren der Legende sind Helden, einfache Erdenbewohner, himmlische Gottheiten (himmlischer König der Vögel – Samrau), böse Naturgewalten und Fabelwesen. Es schildert das Schicksal der Helden dreier Generationen. Beginnend mit dem alten Ehepaar Janbirde und Janbik, gefolgt von ihren Kindern Ural und Schulgan und im letzten Teil von den Enkeln – Jaik, Idel, Nugusch, Sakmar (alles Flussnamen in Baschkortostan). Das Epos besteht dementsprechend aus drei Teilen. Ein weiterer baschkirischer Epos ist Sajatuljak und Chyuchylu.
Europäisch-Zentralasiatische mythologische Erzählungen haben gemeinsame Elemente mit dem westsibirischen Mythenstil (so z. B.: Sohn des Himmels). Die baschkirische Version nimmt darin eine intermediäre Position ein. Laut UNESCO hatte die prähistorische Glaubensvorstellung der alten Bewohner der Schulgan-Tasch-Höhle nicht nur Einfluss auf die Entwicklung der baschkirischen Epen-Tradition, sondern auch auf die mythologische Denkweise der gesamten Ural-Region und sogar der alten Indo-Arier. Die Ursprungsmythen der Turkvölker und Baschkiren weisen darüber hinaus starke Ähnlichkeit mit indogermanischen Mustern auf, die in vier Aspekte unterteilt werden können: Winter, Sommer, Regen und Wind; auffallend ähnlich den vier Aspekten der indogermanischen Souveränität von Georges Dumézil. Die baschkirische Schöpfungslegende, in der zwei Enten über das endlose Wasser fliegen, ähnelt darüber hinweg den Erzählungen der Niwchen, einem indigenen Volk im Fernen Osten. Die Gemeinsamkeit sei auf peripherale Nebenentwicklungen mit selbigem Ursprung zurückzuführen.

## Musik

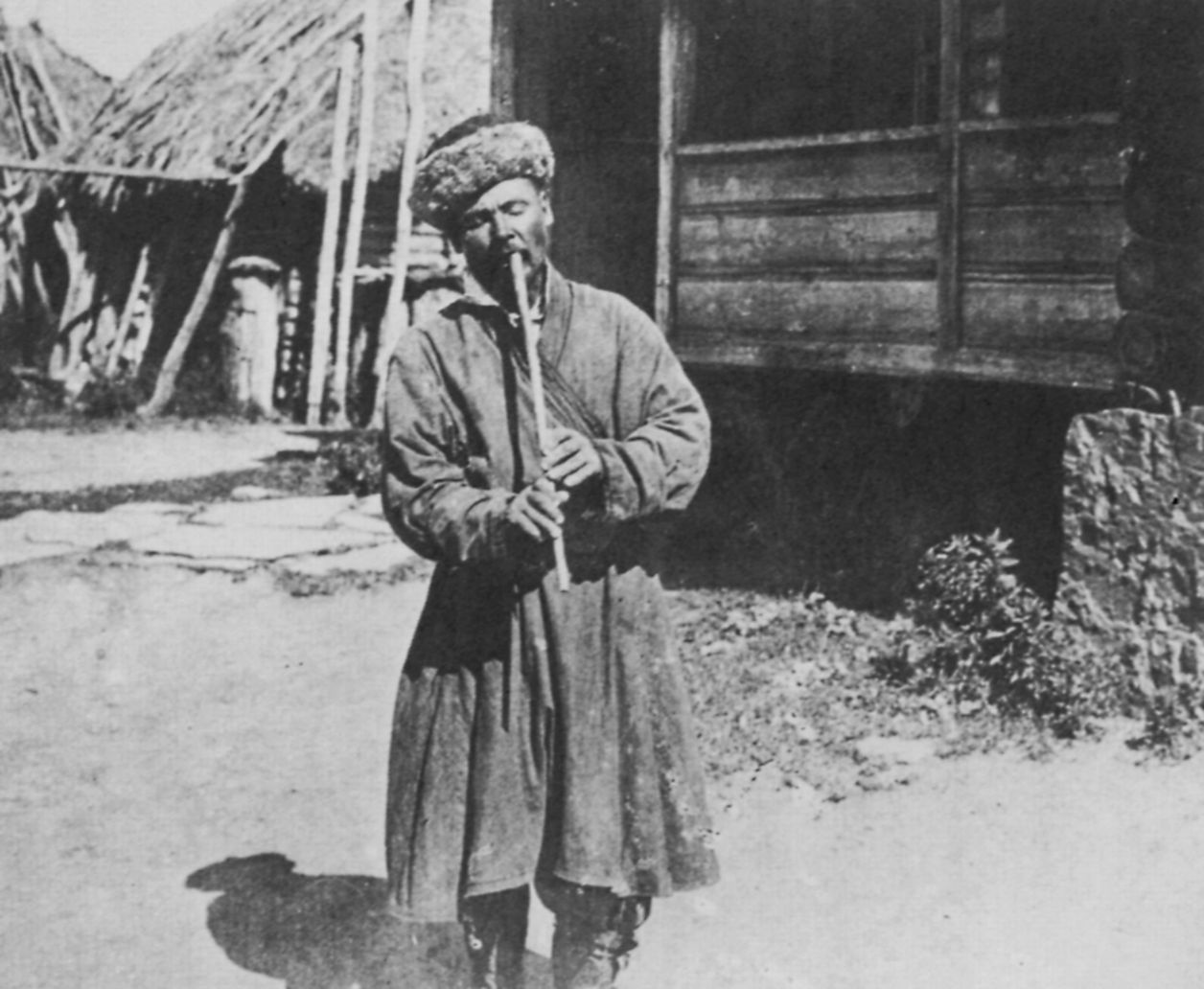
Baschkirischer Musikant um 1900 mit Kurai

Die Baschkiren pflegen eine Art Obertongesang, der uzlyau genannt wird und ähnlich im östlichen Zentralasien bei den Mongolen und Tuwinern vorkommt. Wie die Tataren spielen sie in der Volkstanzmusik die bis etwa 80 Zentimeter lange Hirtenflöte kurai mit vier Fingerlöchern und einem Daumenloch. Bekannt ist die Solo-Version des baschkirischen Volkslieds „Gesang der Kraniche“ auf der kurai. Die kurai wird bevorzugt aus einem Stängel der zu den Doldengewächsen gehörenden Art Kamtschatka pleurospermum (Pleurospermum uralense) gefertigt. Die Pflanze blüht im Juli. Im Herbst wird der Stängel zurechtgeschnitten und getrocknet.
Weitere Musikinstrumente, die in der Volksmusik gespielt werden, sind das diatonische Knopfakkordeon bayan, das dem russischen garmon ähnelt, und die Bügelmaultrommel kubyz. Sie spielen in kleinen Ensembles mit Mandoline und Violine zusammen. Charakteristisch für die kleinen Ethnien im Ural ist ein pentatonisches Tonsystem.

## Baschkirische Militärformationen
Im Laufe der Geschichte wurden immer wieder nationale Militärformationen aus Baschkiren gebildet, meist handelte es sich dabei um Kavallerieformationen.
Ab 1855 wurde in Baschkirien, dass Baschkiro-Meschtscherjakische Heer (auch Baschkirisches Kosakenheer) aufgestellt – eine irreguläre Formation, ähnlich der Kosakenheere auf dem Territorium der Gouvernement Orenburg, die aus einer jeweils gesonderten baschkirischen und einer meschtscherjakischen Armee bestand und später auch die Teptjaren-Regimenter in ihre Struktur aufnahm.
Während des Zweiten Weltkriegs wurde die 112. Baschkirische Kavalleriedivision im Dezember 1941 in Ufa auf national-regionaler Grundlage gebildet. Die Rekruten stammten mehrheitlich aus dem ländlichen Raum der Baschkirischen ASSR. In geringerer Zahl gehörten auch Tataren der Division an. Um die Jahreswende 1942/1943 nahm die Division an den Kämpfen um die Städte Tschernyschkowskij und Morosowsk im Gebiet Donezk teil. Während dieser Gefechte erlitt die Division schwere Verluste. Mitte Januar 1943 wurde die Division wieder aufgefüllt. Im Februar 1943 führte die Division als Teil des 8. Kavalleriekorps einen Überfall hinter die deutschen Linien bei Woroschilowgrad durch. Dabei wurde der Divisionskommandeur Generalmajor Minigali Schajmuratow bei einem Angriff zwischen den Dörfern Petrowskoe und Julino getötet. In Baschkortostan gilt Minigali Schajmuratow als Nationalheld. Es gibt ihm zu Ehren u. a. zahlreiche Denkmäler.

## Galerie

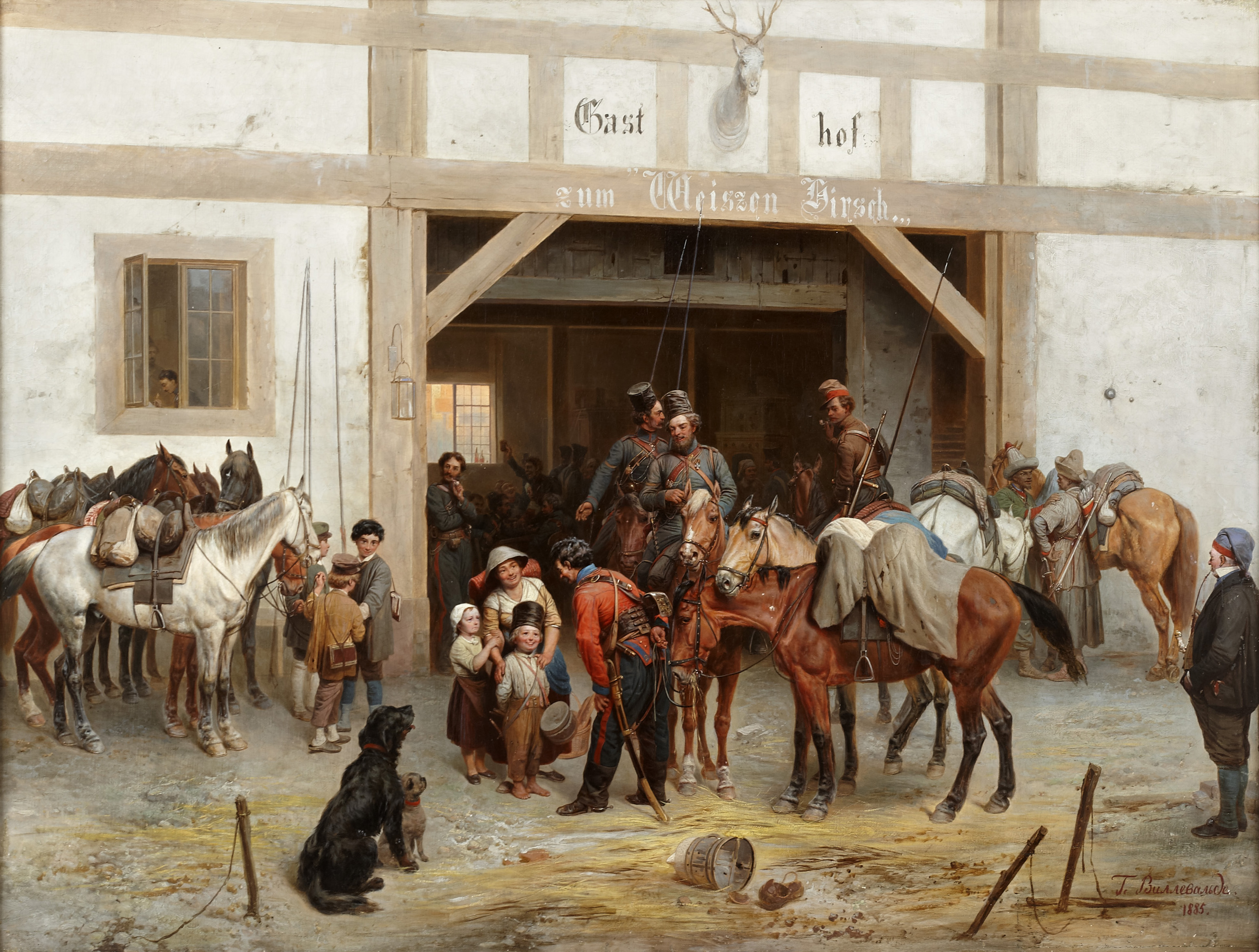
Baschkiren und Kosaken in Bautzen, 1813
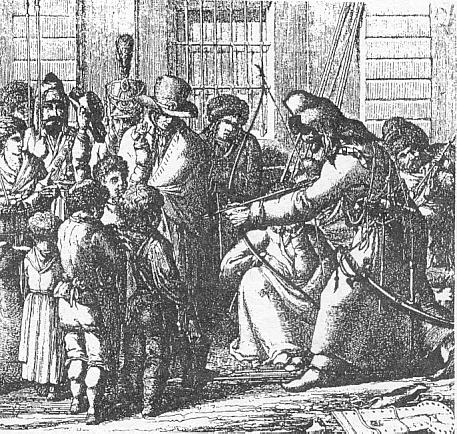
Baschkirischer Bogenschütze, aus: "Die deutsche Gravüre", 1814.
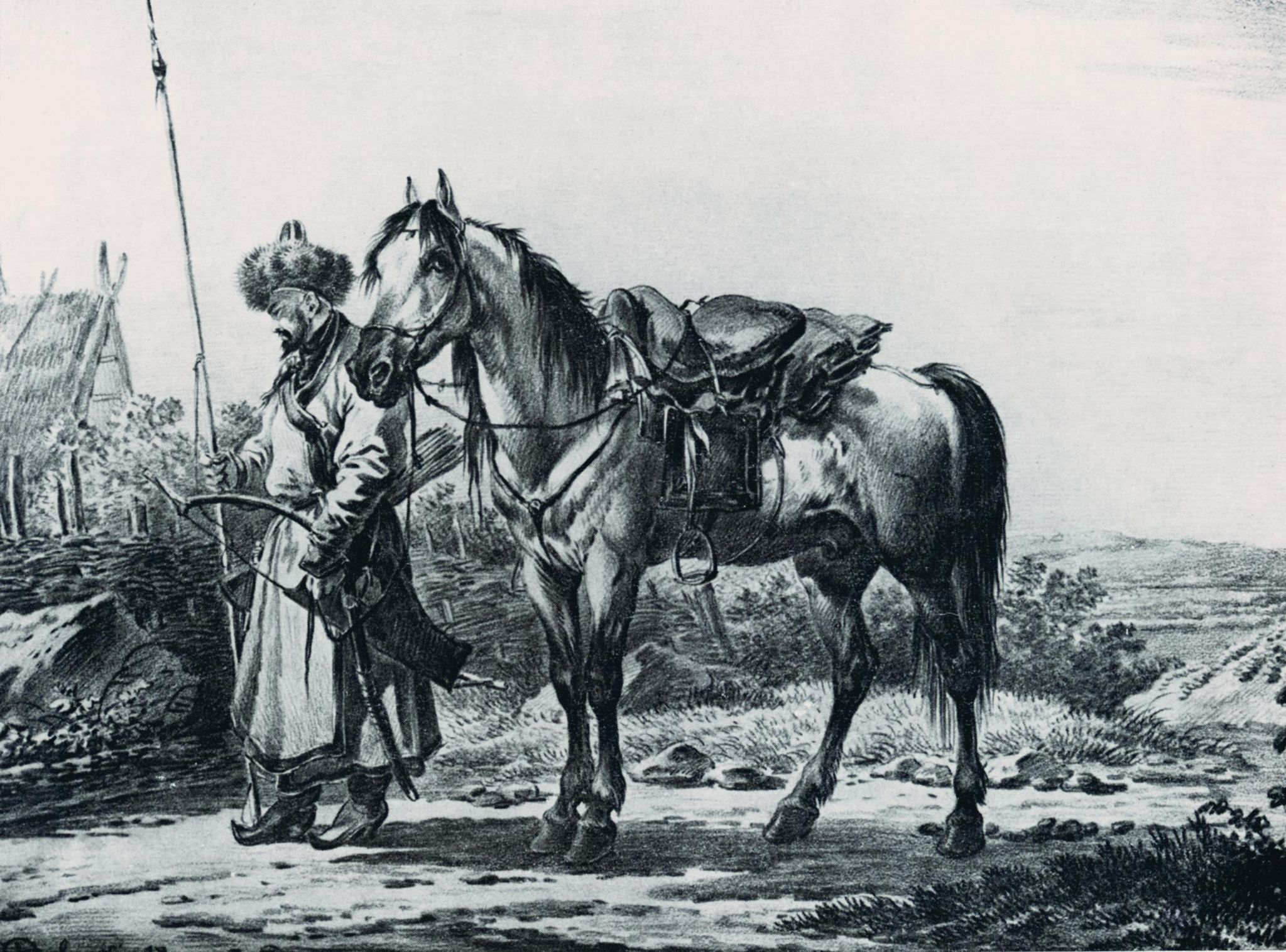
Baschkire mit Pferd, Gemälde von Alexander Osipovich Orlowski, frühes 19. Jhd.
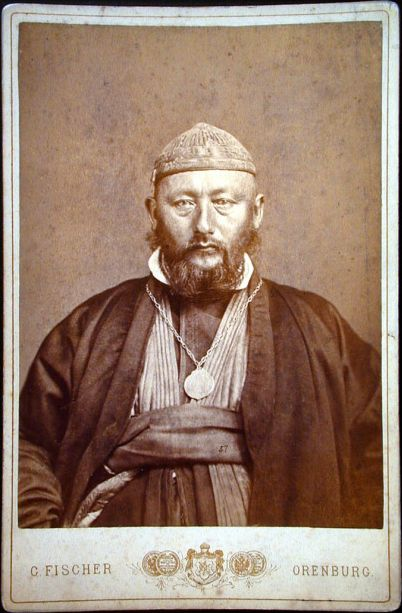
Baschkirischer Feldwebel, Orenburg 1892.
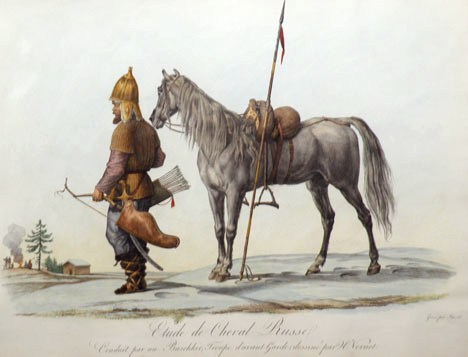
Baschkirischer Reiter, Darstellung 1840.
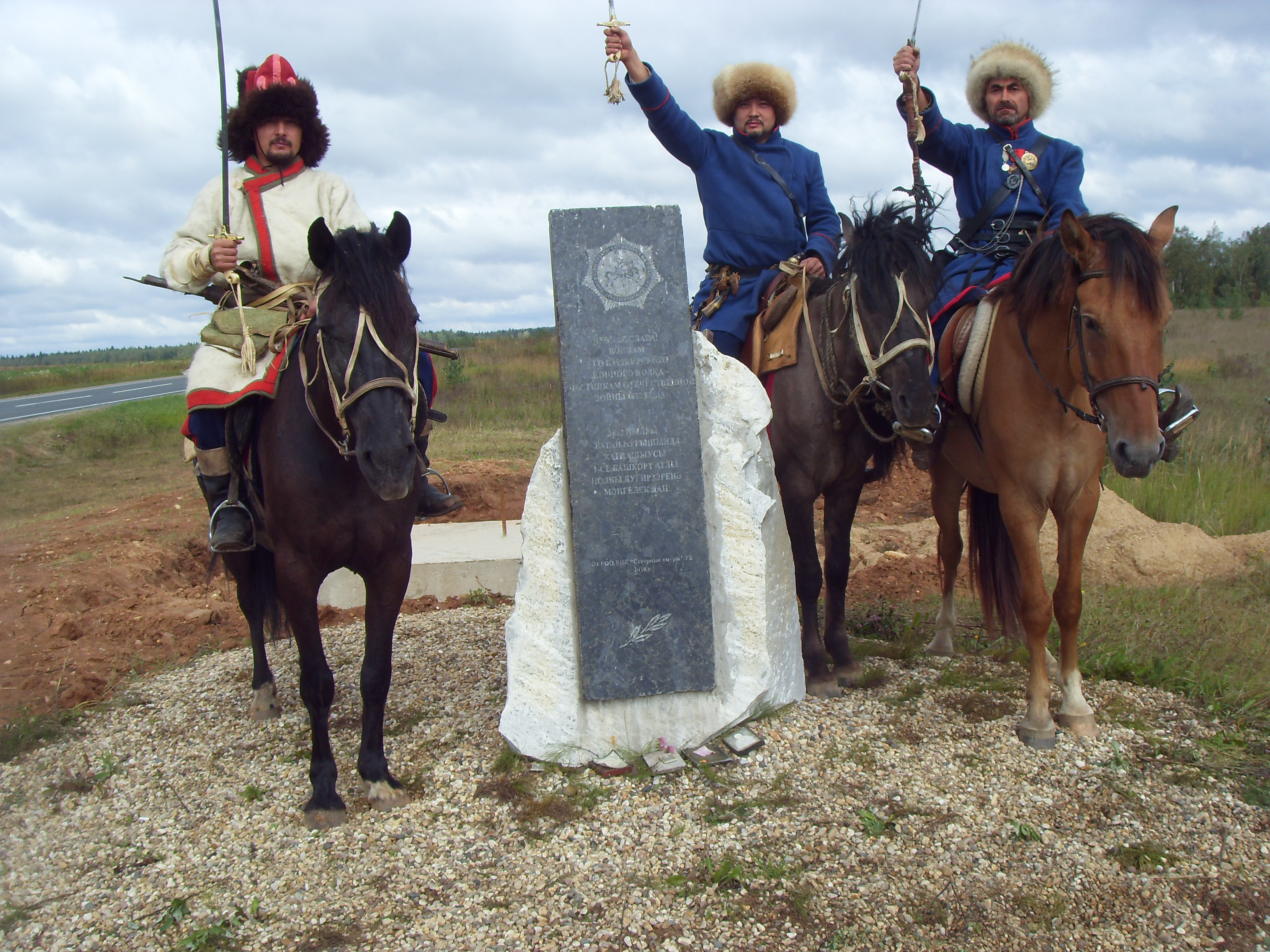
Angehörige eines baschkirischen Reenactmentvereins